# Szczelina nad Wielką Litworową
Szczelina nad Wielką Litworową – jaskinia w Dolinie Miętusiej w Tatrach Zachodnich. Wejście do niej znajduje się w Dolinie Litworowej w zboczu Małołączniaka, 25 metrów powyżej Jaskini Wielkiej Litworowej należącej do systemu Jaskini Wielkiej Śnieżnej, na wysokości 1931 metrów n.p.m. Jej długość wynosi 7 metrów, a deniwelacja 4 metry.

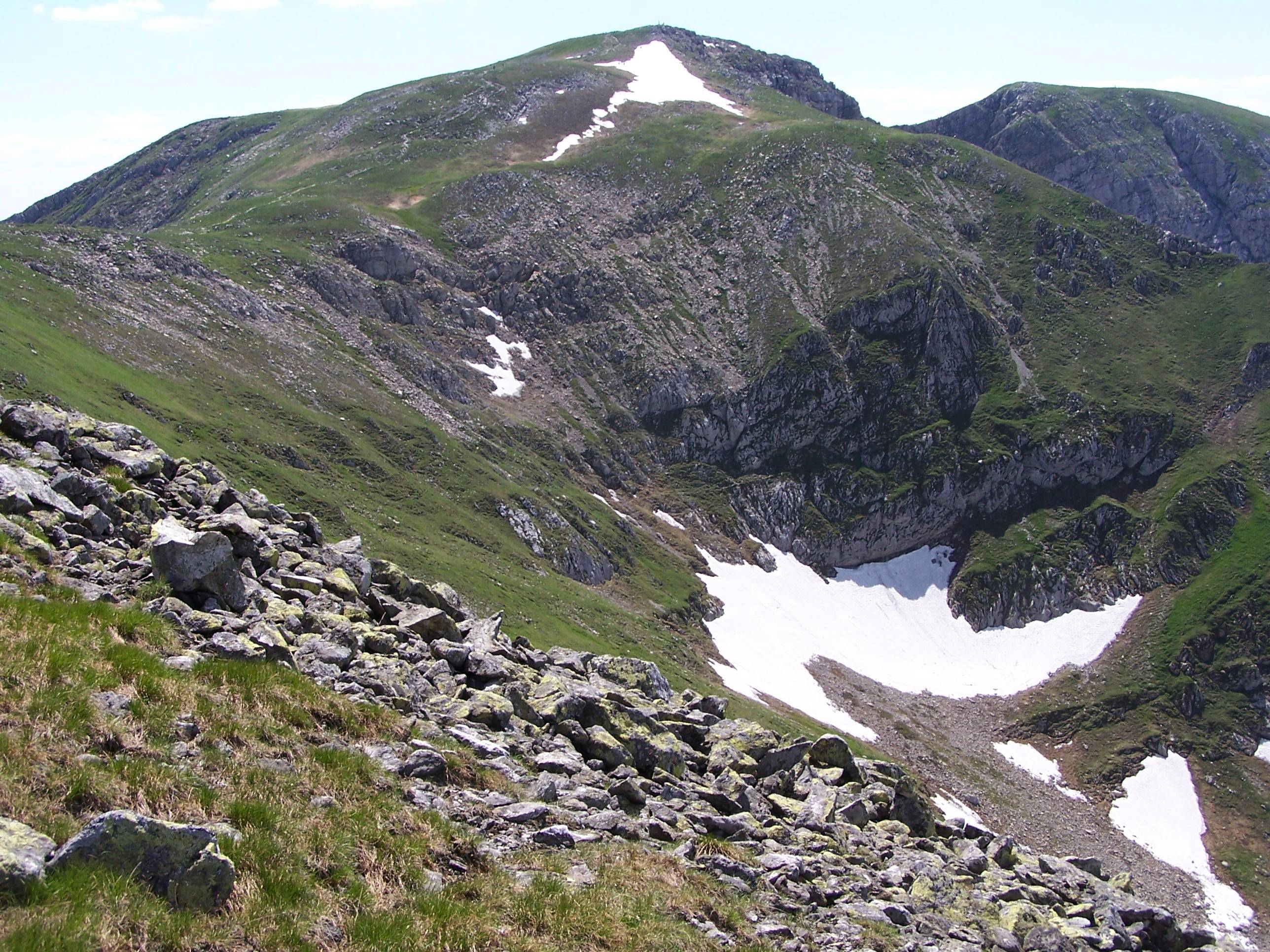
Dolina Litworowa. Po lewej zbocze, w której znajduje się jaskinia

## Opis jaskini
Jaskinię stanowi ciasny, szczelinowy, idący w dół korytarz mający początek na dnie 2-metrowej studzienki, która zaczyna się zaraz za bardzo małym otworem wejściowym. Kończy się salką, z której odchodzi szczelinowy korytarzyk zbyt ciasny do przejścia.

## Przyroda
W jaskini brak jest nacieków i roślinności.

## Historia odkryć
Jaskinię odkrył Z. Rysiecki w 1974 roku. Prawdopodobnie stanowi ona część Jaskini Wielkiej Litworowej. W 2004 roku uzyskano kontakt głosowy między grotołazami badającymi Partie Wielkanocne w Jaskini Wielkiej Litworowej i Szczelinę nad Wielką Litworową. Do połączenia obu jaskiń brakuje 5 metrów.